# Esperantinópolis
Esperantinópolis este un oraș în unitatea federativă Maranhão (MA), Brazilia.